# 姜維墓
姜維墓位於四川省雅安市蘆山縣，文物遺址年代判定為清代。2007年6月1日公佈為四川省第七批文物保護單位。